# Nahverkehrssystem Kasan
Das Nahverkehrssystem Kasan der russischen Millionenstadt Kasan besteht aus Omnibussen, Oberleitungsbussen, Straßenbahnen, einer U-Bahn und innerstädtischen Elektrozügen, die einer S-Bahn ähneln. Im Jahr 2008 wurden von diesen Verkehrsmitteln 319,9 Mio. Passagiere befördert. Es gibt kein zentrales Unternehmen, welches alle Transportmittel koordiniert. Die Metro, die Trolleybusse und Straßenbahnen werden jeweils von einzelnen privaten Unternehmen betrieben. Am Ufer der Wolga gibt es einen Binnenhafen für Touristen und Güterumschlag. Südlich der Stadt liegt der Flughafen Kasan, der 2008 über 750.000 Passagiere abfertigte.

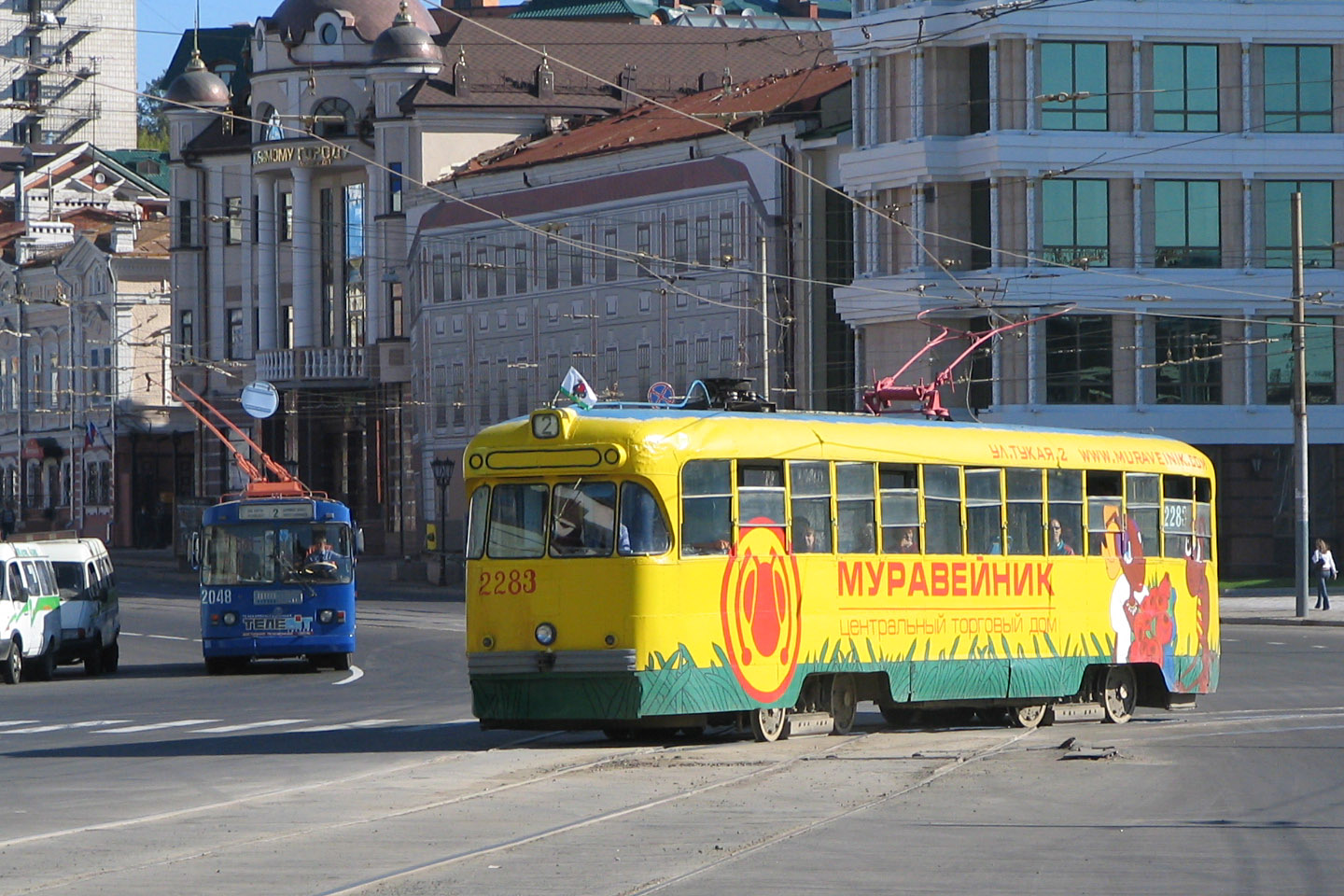
Straßenbahn vom Typ RWS-6 zur Tausendjahrfeier der Stadt 2005

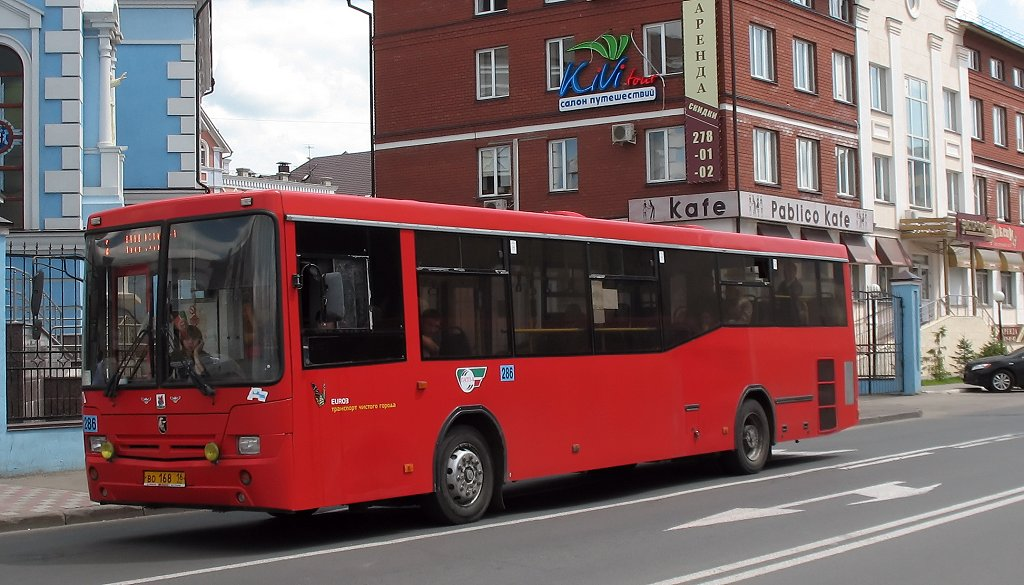
Stadtbus in Kasan mit typisch roter Lackierung

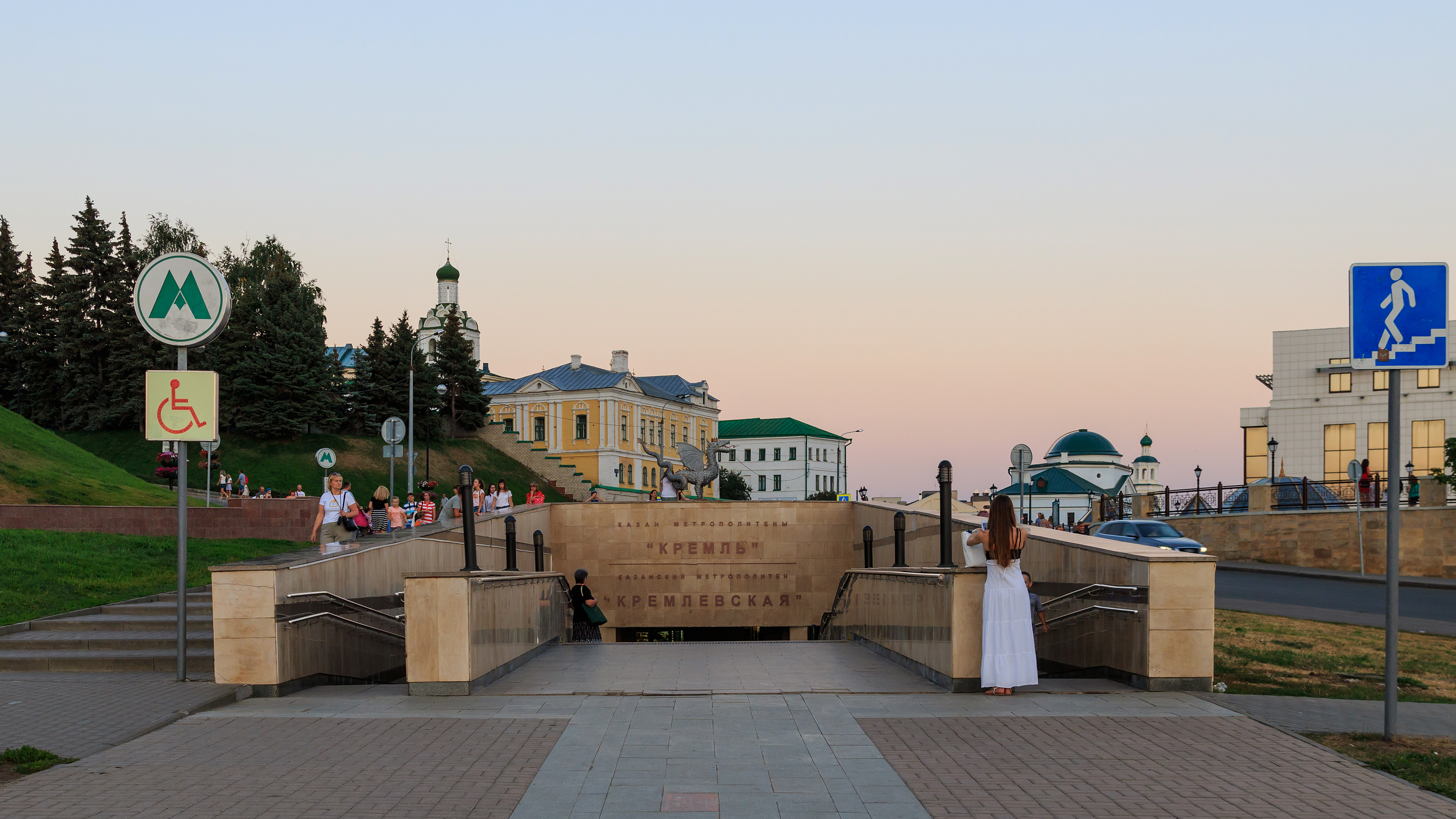
Eingang zur Metrostation Kremljowskaja

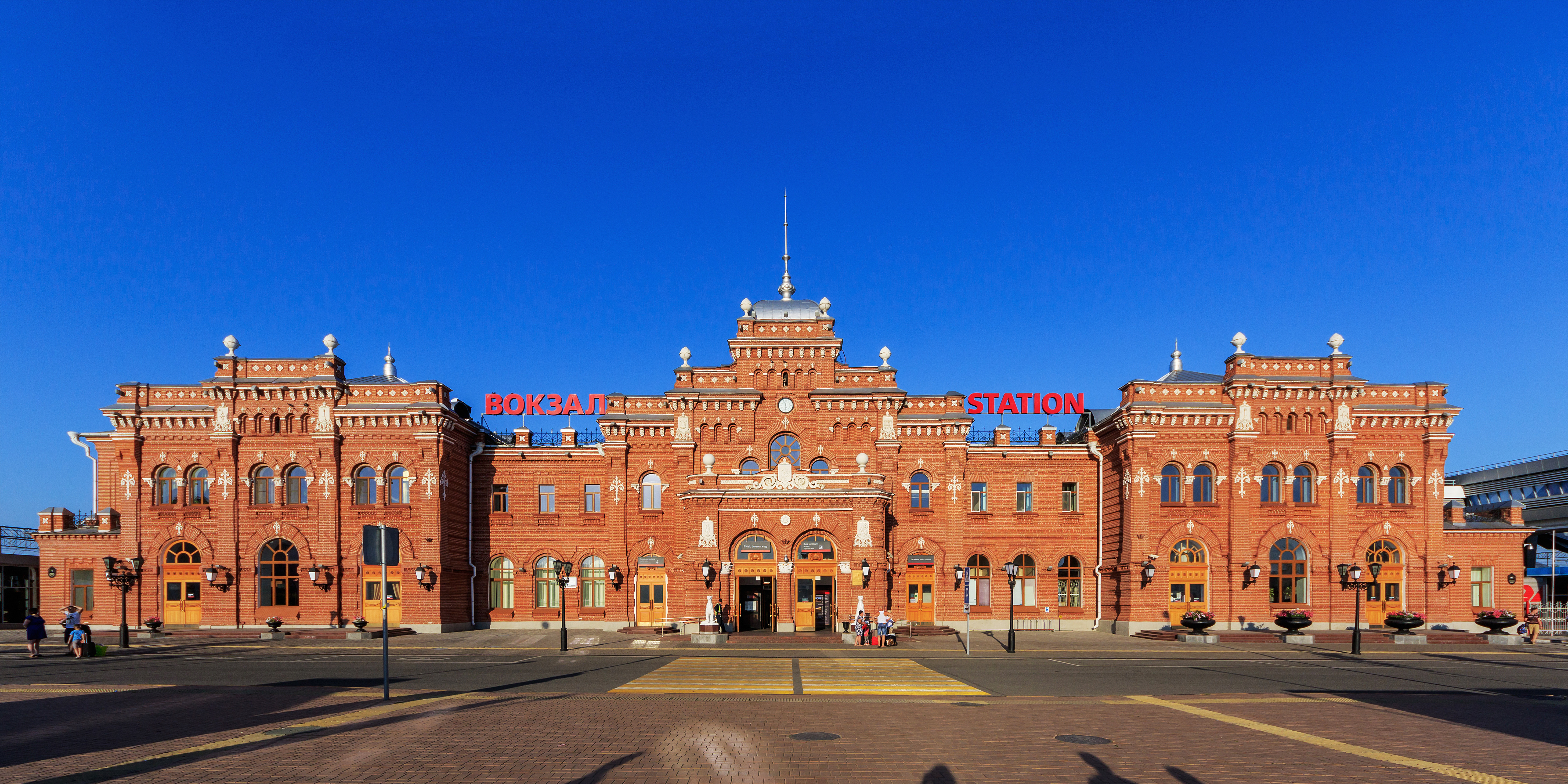
Kasaner Hauptbahnhof

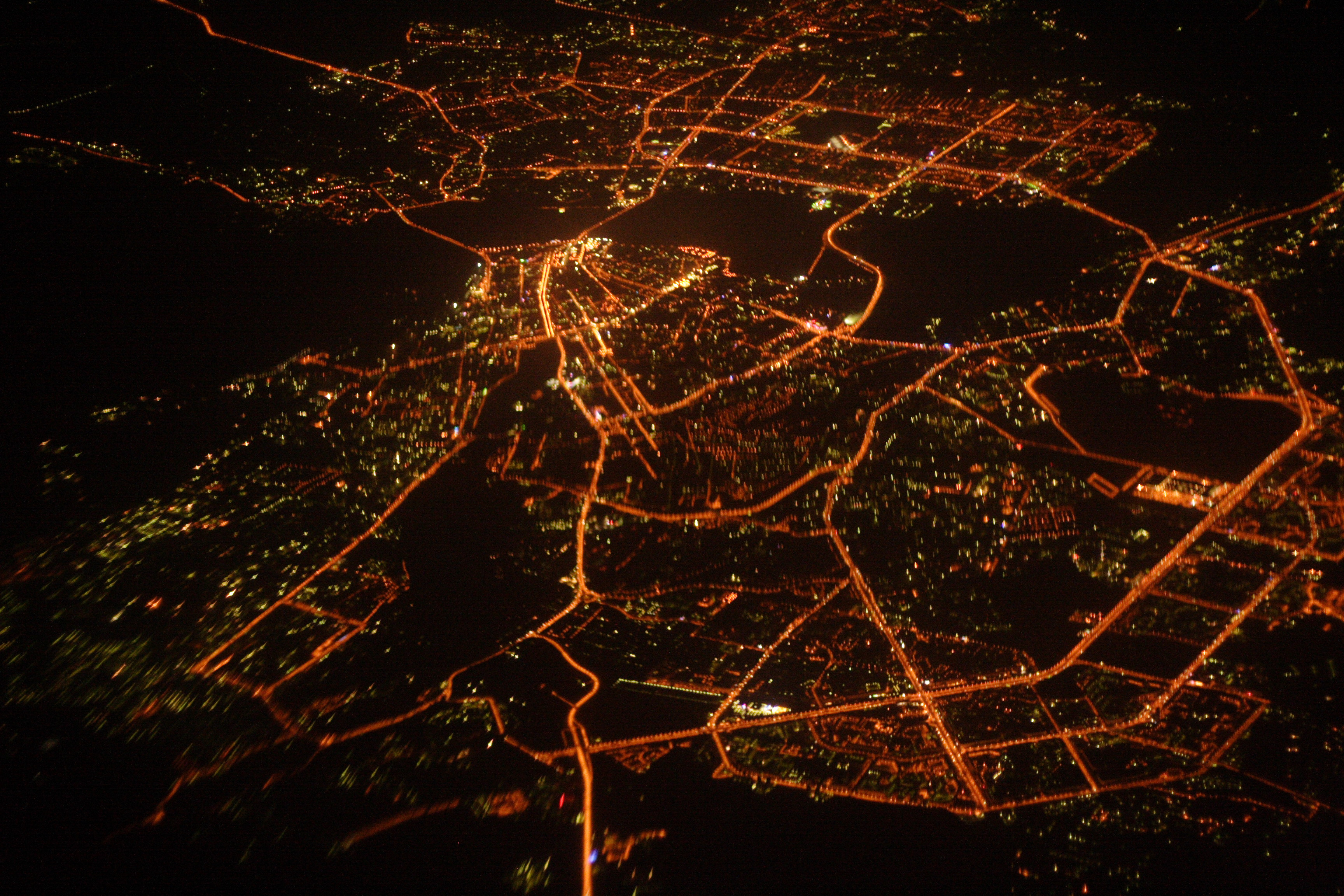
Straßen Kasans bei Nacht aus der Vogelperspektive

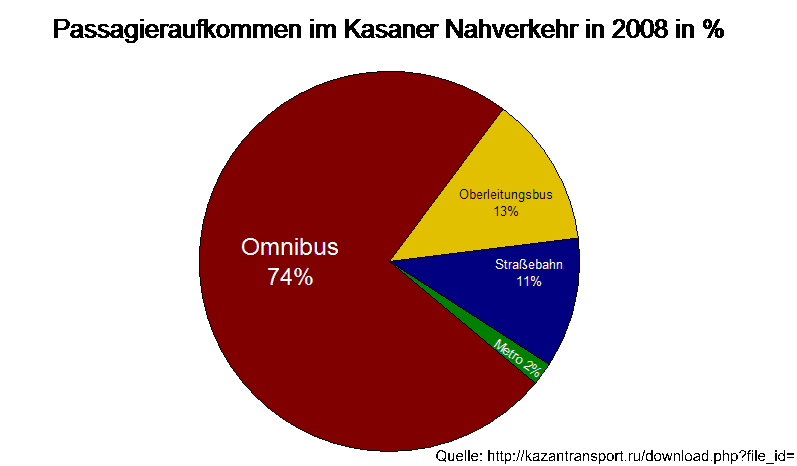
Passagierverteilung auf die einzelnen Verkehrsmittel

## Straßenbahn
Die Straßenbahn Kasan (russisch Казанский трамвай Kasanski Tramwaj) wurde am 20. November 1899 eröffnet. Zur Zeit der größten Ausdehnung gehörten 20 Linien zum Netz. Die meisten Linien wurden zwischen 2005 und 2008 geschlossen, seither sind es nur noch acht Linien. Die Länge des Systems beträgt 187 km (Stand: 2009), die Spurweite 1524 mm. Im Streckennetz gibt es zwei Depots, ein früher vorhandenes wurde geschlossen. Auf den Strecken verkehren insgesamt 161 Straßenbahnzüge (197 Wagen). Der Fuhrpark besteht vor allem aus KTM-5 und KTM-8 sowie den Modellen LM-93 und LM-99 von PTMS. Vom Typ RWS-6 sind nur noch fünf Wagen im Einsatz. Der Fahrpreis betrug 10 Rubel pro Fahrt (Stand: 2009).

## Oberleitungsbus
Der Oberleitungsbus Kasan (russisch Казанский троллейбус Kasanski Trolleybus) wurde am 27. November 1948 eröffnet. Waren es 1999 noch 14 Linien und knapp 157 km, so besteht das Netz aus 16 Linien mit einer Gesamtlänge von 355 km. In zwei Depots stehen 229 Busse zur Verfügung. 2008 fuhren rund 40,8 Mio. Passagiere in Kasan mit dem Trolleybus. Das entspricht einem Anteil von 12,7 % am gesamten Passagieraufkommen im öffentlichen Personennahverkehr der Metropole.

## Stadtbus
74 % des Passagieraufkommens in Kasan bewältigt ein Netz von Stadtbussen. Die ersten Busse verkehrten 1925 innerhalb der Stadt und waren vom Typ Fiat BL 18. Eine tiefgreifende Umorganisierung des Stadtbussystems fand 2007 statt. Dabei wurde die Linienführung verändert sowie eine grundlegende Erneuerung des Fuhrparks beschlossen. Seitdem sind alle Busse rot. Der Fuhrpark umfasste 2008 1444 Fahrzeuge verschiedener Größe und Modelle. Die meisten Busse sind von chinesischen Herstellern, dem belarussischen Hersteller Minski Awtomobilny Sawod, Hyundai sowie russischen und ukrainischen Herstellern. Eine Fahrt kostet 25 Rubel (Stand: 2017). Die insgesamt 1918 km Buslinien werden nicht nur von einem einzigen zentralen Unternehmen befahren, sondern von mehr als zehn verschiedenen Verkehrsunternehmen bedient.
In Kasan besteht die Möglichkeit, mit dem Taxi zu fahren. Dazu stehen mehrere Taxiunternehmen zur Auswahl.

## Überlandbus
Seit dem 28. Dezember 2009 gibt es in Kasan zwei große Busbahnhöfe, als neben dem zentralen der südliche Busbahnhof eröffnet wurde. Von dort verkehren Bussen in andere Städte der Republik sowie in weiter entfernte größere Städte. Es besteht eine Verbindung Kasan–Baku.

## Eisenbahn
Der Hauptbahnhof Kasan (Passaschirski) liegt im Zentrum der Stadt. Das 1896 errichtete Gebäude ist ein Denkmal der Architektur. Es bestehen 15 verschiedene Verbindungen in andere Städte, unter anderem nach Moskau, Joschkar-Ola, Uljanowsk und Jekaterinburg. Jährlich werden auf dem Bahnhof mit seinen sieben Bahnsteigen rund acht Millionen Passagiere abgefertigt. Der Bahnhof ist mit verschiedenen Bus-, Obus- und Straßenbahnlinien zu erreichen.
Im Norden der Stadt gibt es einen zweiten Bahnhof, dessen Zukunft jedoch unklar ist.
Um die Stadt herum besteht eine Elektritschka, eine Art S-Bahn mit 19 Stationen, die Außenbezirke und Vororte mit dem Zentrum verbinden. Zur Universiade 2013 in der Stadt soll eine Linie den Flughafen mit dem Zentrum verbinden.

## Sonstiges
Die Stadt besitzt einen Binnenhafen, der sowohl für Touristen als auch für Güterverladung und -beförderung genutzt wird. Im Sommer bestehen mit Flusskreuzfahrtschiffen Reisemöglichkeiten zu anderen Wolga-Metropolen.